# 2012年人類滅亡説
2012年人類滅亡説（にせんじゅうにねんじんるいめつぼうせつ）は、マヤ文明で用いられていた暦の1つ長期暦が、2012年12月21日から12月23日ごろに1つの区切りを迎えるとされることから連想された終末信仰である。
21世紀初頭のオカルト雑誌や予言関連書などで、1999年のノストラダムスの大予言に続く終末論として採り上げられてきたが、懐疑的な論者はマヤ暦の周期性は人類滅亡を想定したものではないと反論をしている。学術的にもマヤ人の宗教観や未来観を知る上で意味があるとしても、それが現実に対応するものとは考えられていない。
結果として2012年に人類が滅亡することはなく、この説は従来の全ての「滅亡予言」同様に的中しなかった。

## 概要
マヤ文明では歴史は繰り返すという観念があり、異なる周期を持つ複数の暦が用いられていた。また、暦の中には1つの周期の終わりが滅亡に結び付くと考えられていたものもあったらしく、マヤ文明衰退の一因にこうした終末観の影響を挙げる者もいる。ただし、衰退要因としては有力視されなくなっているとも指摘されている。
マヤ文明で用いられていた暦の1つ、主に碑文などで用いられていた長期暦はある起点日からの日数で表されている。その周期は13バクトゥン＝187万2000日である。長期暦のグレゴリオ暦への換算は様々な計算法が確立されているが、現在有力視されているのはGMT対照法である。ただし、本来のマヤのカレンダーは紀元前3114年を始まりとし、1トゥンは360日をベースとして約5129年のサイクルとなるため、1827年を一つの区切りとしてすでに新しいサイクルに入っているとする主張もある。
さらに、13バクトゥンで終了するかのようなサイクルの解釈についても、西洋的なものであるとして否定的な見方がある。例えば、カルトゥン・カレンダー (K'ALTUN) では約256年を一つの周期として、現サイクルは1827年に始まり2086年で1つの区切りとなるが、その後も新しいサイクルに入るだけで終わりはない。周期も5200年が最大とはならず、26,000年、52,000年、260,000年といったより大きな周期も存在する。つまり、マヤのカレンダーにはいくつもの周期が存在するが、いずれの周期でも現サイクルが終了すれば新しいサイクルに入り、永遠に循環していくとされた。
ニューエイジ思想などでマヤの暦と2012年を結び付けることは、ホゼ・アグエイアスの著書『マヤンファクター』によって2012年12月21日に「新しい太陽の時代」が始まるとされたことで広まった。エイドリアン・ギルバートの著書『マヤの予言』の影響を指摘する者もいる。日本では特に1999年の恐怖の大王に関連したブームの後に、次の終末論としてオカルト関係者が盛んに取り上げる題材になっていた。
もっとも日本のスピリチュアル系メディアでは2012年は、アセンションの年であり人類の全滅が予言されたものではないという説も見られる。
このテーマを広く知らしめる上で大きな影響力を持ったホゼ・アグエイアスは様々な批判にさらされたが、自身の仮説が考古学におけるマヤと関係のない旨を『マヤンファクター』の序文に記していた。その上で、自分の説は「銀河のマヤ」のものだと主張している。
かつては、スウェーデンの医学博士カール・コールマンの計算による「マヤ暦の最終日は2011年10月28日」との説もあった。逆に、肝心のGMT説に誤りがあるとして、2015年9月3日が正しいマヤ長期暦の終わりの日だとして、人類滅亡を2015年にずらそうという説も現れたが、的中しなかった。その後、2020年3月20日が正しいマヤ長期暦の終わりの日とする説も現れているが、これも的中していない。

## マヤ文明の神話
マヤ神話はディエゴ・デ・ランダの焚書の影響などにより、現存する資料が少ない。しかし、現在残されている『ポポル・ヴフ』(Popol Vuh) などからはマヤの世界観が破滅と再生の周期を持っていたとされている。ただし、この説に否定的な論説も存在する。
その世界観では現在の世界は第5の時代に当たっており、先行していた4つの世界はいずれも何らかの要因で滅んだとされている（それぞれがどのような要因で滅んだかは、資料によって違いがある）。それらの世界の周期は各13バクトゥンとされていた。こうした世界観はメソアメリカでは典型的なもので、アステカ人の神話にも見られる。アステカやトルテカの神話・宗教観との類似性についてはマヤが影響を及ぼしたのか、それらが古典期のマヤの宗教観に上書きされたものなのか諸説ある。
長期暦の現サイクルの始点である紀元前3114年には世界はおろかメソアメリカ限定ですら何らかの大規模な天災地変の痕跡を見出すことはできないため、この年代は歴史的な理由というよりも神話上の起源として想定されたものであると考えられている。この始点を設定したのは紀元前3、4世紀ごろの神官たちだと推測する者もいる。
なお『チラム・バラムの書』(Chilam Balam) には中世ヨーロッパでのペスト流行、ナポレオン・ボナパルトの登場、第二次世界大戦など世界史上の大事件が予言されていたと主張するオカルト関係者もいる。これについては具体的な年代指定に欠ける文言を事後的にこじつけているだけに過ぎないとする懐疑的な反論があり、学術的にもそのような読み方は支持されていない。

## 他の事柄との関連
この年の5月20日（日本時間では5月21日）に最大規模と呼ばれる金環食が起こり、この時太陽・地球・月、さらにこれに加えプレアデス星団までが正確に地球と一直線に並ぶという天文学的に稀な現象が発生すると主張する者もおり、その日が12月22日の滅亡に向かう契機と解釈するものもいた。なお、この金環食は特に長時間継続するような特別なものではなく、日本では九州・四国・本州の太平洋岸を通過し、それらの地域で、一部は雲に阻まれたものの早朝に中心食を見ることができたが、異常事態と見られる現象は報告されていない。
また、12月21日から22日ごろの冬至の日には、地球から見て銀河系の中心とされるいて座と太陽の位置がほぼ重なってみえる（いて座・太陽・地球が大体一直線に並ぶ）。地球からみた太陽の通り道である黄道がいて座の銀河中心付近を通過するのは全くの偶然であるが、地球 - 太陽 - 銀河中心 の順で一直線に並ぶのは毎年1回起こるので、珍しいことではない。しかし「地球の自転軸である地軸の傾く方向」に太陽と銀河中心が重なる位置関係になるのは、以下説明するように約13,000年に1回であり、こちらは珍しい現象であると言える。地軸は黄道面に対し約23.4度傾いており、傾いたまま太陽の周りを公転するため、1年に2回地軸の南半球側と北半球側の傾きが交互に太陽に向く。北半球ではこれが夏至と冬至の日に当たる。天文学では冬至点より90度東にずれた春分点が天球上の黄道と赤道の交差点になるため、ここを座標の起点としている。一方で地軸は約26,000年という長周期で首振り運動しており、歳差現象と呼ばれる。歳差運動により春分点や冬至点も同じ周期で黄道上を移動し、現代は冬至点がちょうどいて座の銀河中心付近にある。従って現代の冬至には単に 地球 - 太陽 - 銀河中心 ではなく、地軸の傾く方向（南半球側）- 太陽 - 銀河中心 がほぼ並ぶことになる。また歳差運動により約13,000年後はいて座が夏至点に移動するため、今度は、地軸の傾く方向（北半球側）- 太陽 - 銀河中心 がほぼ並ぶ。歳差運動による春分点の移動は角度にして毎年約0.8分（ = 約0.014度 = 約360/26,000度）というゆっくりとしたものなので、実際には2012年を含む数百年間は冬至点が銀河中心近くにあり、2012年だけが特別ではない。マヤの長期暦の終了と密接に関係しているという主張があるが、地軸が太陽や銀河中心から物理的な影響を受けているとすればかなり前から何からの現象が見られるはずであり、2012年に突然何かが起こるとは考えにくいとみられていた。
ほかに太陽活動の極大期が2012年ごろに当たっており太陽嵐が発生する可能性があることから、ギルバートのようにこれと関連付ける論者もいる。だが、これについては1957年にほぼ同程度の活動があった時も特に人類滅亡には繋がらなかったとする反論が寄せられている。それに対して地球の磁気圏で見つかった巨大な穴により、今回は大きな被害に結びつくと指摘するものもいる。さらに、フォトンベルトや惑星ニビルと関連付けるものやベテルギウスの大爆発が起きるという説もあった。
また、1999年に向けたブームと同様に、年代の明記されていない予言を2012年と結び付けようとする者たちもいた。例えばホピ族は独特の予言体系をもっていることで知られるが、終末論的な伝承を2012年と結び付けようとする動きがホピ族の一部にもあったという。しかし、こうした結び付け方については学習研究社のオカルト雑誌『ムー』の記事ですら否定的見解を持って取り上げられた。ほかに聖書、クルアーン、ミドラーシュ、易経などと関連付ける論者もいた模様である。
なお21世紀に予言者を自称する者には人類の8割が滅亡する時期を2043年におくジュセリーノ・ダ・ルース、2012年に特に言及のないまま西暦3000年までの予言をしているジョー・マクモニーグルのように2012年に人類が滅亡するという立場と一致しない予言をする者もいた。

## フィクション
この説を題材にした作品には以下のようなものがある。
映画
- ニック・エヴァーハート(Nick Everhart)監督『2012 Doomsday』 - 2008年公開（アメリカ）
- ローランド・エメリッヒ監督『2012』[37] - 2009年公開
- 中村義洋監督『フィッシュストーリー』 - 2009年3月20日公開、伊坂幸太郎の同名小説を原作にした映画。
- デンゼル・ワシントン主演『ザ・ウォーカー』 - 2010年公開
- マイケル・ベイ監督『2012 The War for Souls』 - 公開時期未定

その他
- テレビアニメ『ラーゼフォン』 - 2002年1月-9月初回放送、最終楽章（最終第26話）に、マヤ文明の2012年人類滅亡説について言及するシーンがある。
- フラッシュフォワード - ロバート・J・ソウヤーのSF、またこれを原作としたドラマ。
- アベル・フェラーラ監督『4:44　地球最後の日』(4:44 - Last Day on Earth)-2011年公開

## ノンフィクション
映画
- ドキュメンタリー映画『マヤ ― 天の心、地の心 ―』 - 2011年公開
- 『アポカリプト』 - 2006年公開

## 芸術
- ギャラリーカウンタックは2012年を新人類誕生の年と意味付け、そのメッセージをTシャツにした[38]。
- Acid Black Cherryは3rdアルバム『２０１２』で、2012年人類滅亡説をコンセプトの一つとして挙げている。